# Cantone di Tarrazú
Il cantone di Tarrazú è un cantone della Costa Rica facente parte della provincia di San José.

## Geografia antropica

### Suddivisioni amministrative
Il cantone  è suddiviso in 3 distretti:
- San Carlos
- San Lorenzo
- San Marcos